# Victor Carlund
Victor Carlund (5 de fevereiro de 1906 - 22 de fevereiro de 1985) foi um futebolista sueco. Ele competiu na Copa do Mundo FIFA de 1934, sediada na Itália.